# Menemerus acuminatus
Menemerus acuminatus là một loài nhện trong họ Salticidae.
Loài này thuộc chi Menemerus. Menemerus acuminatus được William Joseph Rainbow miêu tả năm 1912.